# Glauconycteris curryae
Glauconycteris curryae (Eger & Schlitter, 2001) è un pipistrello della famiglia dei Vespertilionidi diffuso nell'Africa centrale.

## Descrizione

### Dimensioni
Pipistrello di piccole dimensioni, con la lunghezza totale tra 75 e 85 mm, la lunghezza dell'avambraccio tra 34 e 38 mm, la lunghezza della coda tra 75 e 85 mm, la lunghezza del piede tra 6 e 8 mm, la lunghezza delle orecchie tra 11 e 12 mm e un peso fino a 5 g.

### Aspetto
La pelliccia è densa. Le parti dorsali variano dal bruno-grigiastro al bruno-rossastro, con la testa e le spalle leggermente più chiare, mentre le parti ventrali sono più chiare. Il muso è corto, largo e piatto. Le orecchie sono relativamente corte, arrotondate, con un lobo rotondo alla base del margine interno e con l'antitrago che si estende attraverso un altro lobo carnoso sul labbro inferiore all'angolo posteriore del muso. Il trago ha la punta arrotondata, i margini diritti e un piccolo lobo triangolare alla base di quello posteriore. Le membrane alari sono marroni scure e prive di venature. La coda è lunga ed inclusa completamente nell'ampio uropatagio.

## Biologia

### Alimentazione
Si nutre di insetti.

## Distribuzione e habitat
Questa specie è diffusa nel Camerun sud-occidentale e in una località della Repubblica Democratica del Congo centro-settentrionale.
Vive nelle foreste pluviali in prossimità di corsi e specchi d'acqua.

## Conservazione
La IUCN Red List, considerato che questa specie è stata scoperta recentemente e ci sono poche informazioni circa il suo areale, lo stato della popolazione, le eventuali minacce e i requisiti ecologici, classifica G.curryae come specie con dati insufficienti (DD).